# 上縦束
上縦束（じょうじゅうそく、英: superior longitudinal fasciculus, superior longitudinal fascicle, SLF）は、一組の双方向性の神経束で大脳の前部と後部を結んでいる。それぞれの連合繊維束は大脳半球の卵円中心の側面を通り、前頭葉、後頭葉、側頭葉、頭頂葉を接続している。ニューロンは前頭葉から弁蓋を通り、側頭溝の後端へと伸びる。側頭溝後端からは多数のニューロンが後頭葉へと投射し、一部は被殻の周りを下方向から前方向に通り側頭葉の前端に投射する。

## 構造
上縦束は4つの異なる要素からなる。その要素とはSLF Iと SLF II、SLF III、弓状束 (AF)である。ヒトでは、この4要素は機能的に異なるにもかかわらず、一つにまとめられている。ヒト以外の霊長類の場合、上縦束と弓状束は解剖学的に異なり、異なる軌道を持つ。

### SLF I
SLF I は背側の要素で上、中頭頂皮質から帯状溝の周りと上頭頂葉、前頭葉の白質内を通り前頭葉の背側、内側皮質(ブロードマンの脳地図における6、8、9野)及び補足運動野(M II)へと投射している。

### SLF II
SLF II は上縦束の主要な要素で、下尾側頭頂皮質 (caudal-inferior parietal cortex) から背外側前頭前皮質(dorsolateral prefrontal cortex)へと投射している。(ブロードマンの脳地図における6、8、46野)

### SLF III
SLF III は腹側の要素で縁上回(下頭頂葉の吻側部)から腹側前運動皮質と前頭前皮質へと投射している。(ブロードマンの脳地図における6、44、46野)

### 弓状束
ヒト以外の霊長類では、弓状束は上側頭回の尾側からシルヴィウス溝と島皮質の上を、SLF IIの付近を通っている。ヒトでは上側頭回の尾側と上側頭溝からシルヴィウス溝の尾側の周りを通り、上縦束に沿って背側前頭前皮質へと投射している。(ブロードマンの脳地図における8、46野).

## 機能

### SLF I
SLF Iは身体中心座標系における身体部位の位置をコードする上頭頂皮質と補足運動野(M II)、及び背側前運動野を接続している。このことからSLF Iは運動制御に関わっていると考えられる。

### SLF II
SLF II は空間注意と視覚、眼球運動機能に関わる下尾側頭頂皮質 (caudal-inferior parietal cortex)に接続している。このことからSLF IIは前頭前皮質に頭頂皮質の視覚空間認知に関する情報を伝えると考えられる。この繊維束が双方向的であることから前頭前皮質(ブロードマンの脳地図における46野)のワーキングメモリから頭頂皮質に空間注意の焦点の情報と空間情報の選択と検索の制御指令が送られていると考えられる。

### SLF III
SLF III は腹側前中心回から情報を受け取っている吻側下頭頂皮質へと接続している。このことからSLF IIIは言語の調音などの体性感覚情報を、腹側前運動皮質、弁蓋部(ブロードマンの脳地図における44野)、縁上回(ブロードマンの脳地図における40野)、前頭前皮質(ブロードマンの脳地図における46野)のワーキングメモリ間で転送していると考えられる。

### 弓状束
弓状束は上側頭回 (Tpt) と前頭前皮質を接続していることから、音声情報をこの2領域で転送していると考えられる。